# ほとり〜たださいわいを希う。〜
『ほとり〜たださいわいを希う。〜』（ほとり たださいわいをこいねがう）は、2005年8月にアニマックスで放送されたテレビアニメ。同局が主催するアニメ脚本公募企画「第3回アニマックス大賞」の受賞作をアニメ化したものである。

## あらすじ
近未来、人間の記憶をデータとして取り出した“人格素子”を注入することによって、記憶の持ち主同様に振舞う“人格プラント用ロボット”が生まれていた。病院に入院している少年・スズもそのロボットの1人で、亡くなった「小倉涼」の両親・小倉夫妻の依頼により、涼になるためにその人格素子を段階的に移植されているところだった。
ある日スズは、旧病棟に入院している少女・清水ほとりに出会う。ほとりは記憶を失いやがては死に至る病を抱えていた。『なかったはずの記憶が増えてゆく』スズと、『あったはずの記憶が消えてゆく』ほとり、正反対の2人は次第に仲良くなっていく。ほとりと出会ってから格段に人間らしい感情を示すようになるスズ。しかしそれは、涼になることを望まれているスズには不要な、スズ自身の人格が徐々に育っているということだった。
そしてほとりは秘密の温室に隠されていた一丁のデリンジャー（小型拳銃）をスズに見せ、記憶を全て失ったら自分をこれで撃ってくれと約束させる。

## 登場人物
スズ
声 - 白石涼子
人格プラント用ロボットの少年。「小倉涼」になる為に人格素子を注入されながら教育を施されている。しかし小倉涼として両親に抱きしめられても嬉しいと感じない事を疑問に思って、涼の記憶とスズの記憶が混ざってしまい、自分が何者なのか分からなくなっていく。
『約束は守らなければならない』という理屈でほとりを撃ちに行くが、記憶を失っても彼女と一緒にいたいという思いで殺す事はできなかった。小倉夫妻に『スズ』のまま息子として引き取られる。その胸に、ほとりの人格素子を秘めて。
ほとり
声 - 川澄綾子
スズがボールを追い掛けて迷い込んだ旧病棟で出会った少女。徐々に記憶を失っていく病気を患っている。幼い頃に母親を交通事故で失くした。時折突然動きが停止しては、その直前の記憶や過去の事を思い出せなくなる。昨日まで覚えていた母親の顔まで思い出せなくなって、記憶を失う事の恐怖に怯えている。
スズの事さえ一時的に忘れてしまうようになり、デリンジャーを託して自分を殺してくれるよう頼んだ。最期に自分の人格素子をスズに渡す。
清水要
声 - 井上和彦
小倉夫妻の担当をしている医師で、ほとりの父親。人格プラントロボットについては、所詮魂のない人間の真似をする人形でしかないと考えており、娘の人格をロボットに移植する事を拒んでいる。ただし迷っており、娘の人格素子をすでに抽出して保管してある。
清水樹
声 - 浪川大輔
ほとりの兄。ほとりの事を心から心配している。スズの事もロボットとしてではなくほとりの友達として扱い、同時にほとりの人格プラント抽出を父に訴えた。
碓氷晶
声 - 桑島法子
スズの教育係をしている看護師の女性。記憶の定着や身体能力の最適化を定期的に確認している。しかし95％まで注入しても涼の名前に反応しないスズに違和感を抱いた。そしてスズの中に涼ではなく独立したスズ自身の人格が芽生えた事に気付いた。
小倉まゆ
声 - 土井美加
小倉涼の母親。どんな形であれ、息子と共に生きたいと人格プラントロボットを欲した。しかし最後は『スズ』という一人の人格を認め、スズをスズとして息子に迎えた。
小倉潤
声 - 泉尚摯
小倉涼の父親。

## スタッフ
- 原作・脚本 - 宮崎麻耶
- 監督・絵コンテ・演出 - 安濃高志
- 脚色 - 金春智子
- キャラクター原案・世界観設定 - 山下信一
- キャラクターデザイン・作画監督 - 初見浩一
- 美術監督 - 市倉敬
- 色彩設計 - 山浦晶代
- 撮影監督 - 佐藤光洋
- 編集 - 瀬山武司
- 音楽 - 大塚彩子
- 音響監督 - 三好慶一郎
- クリエイティブプロデューサー - 高橋良輔
- プロデューサー - 土屋康昌、成毛克憲
- 製作 - サンライズ、アニマックス